# Rambla d'Aiòder
La rambla d'Aiòder - tot i que també rep els noms de rambla de Vilamalur,rio Chico o río Pequeño és un riu que flueix per la comarca de l'Alt Millars, al País Valencià. Naix al terme municipal de les Fonts d'Aiòder, a la serra d'Espadà, i desemboca, al seu pas per Espadella, amb el riu Millars, per la riba dreta, després de recórrer el seu darrer tram encaixonat als peus de la Penya Saganta. La superfície de la seua conca cobrix uns 70 km² incloent a més dels termes municipals de les Fonts d'Aiòder i Espadella, els d'Aiòder, Vilamalur i Torralba pels quals davallen múltiples barrancs.